# Jan Dieters
Jan Dieters (Slochteren, 31 januari 1901 – Den Haag, 9 oktober 1943) was een bestuurder van de CPN in Nederland en een verzetsstrijder die tijdens de Tweede Wereldoorlog door de Duitsers werd geëxecuteerd.

## Jeugd en huwelijk
Zijn vader was Jan Dieters, een Groningse aannemer en zijn moeder Alberdina Hendrika Zwarts. Na de lagere school bezocht hij de ULO. Dieters kwam in de ijzerzaak van een oom in het nabije Hoogezand te werken en ging drie jaar naar een handelsavondschool. Met negentien jaar verliet hij het ouderlijk huis in Slochteren en ging naar Amsterdam waar hij echter geen werk kon vinden. Op 16 oktober 1924 trouwde hij met Maria Sophia Regina Roos, met wie hij drie kinderen kreeg. Zijn huwelijk met Maria Roos liep stuk, maar werd niet ontbonden.

## Lid CPN
Als werkzoekende kwam hij in aanraking met de communistische Werklozen Strijd Comités en werd al snel in agitatorisch werk betrokken. In 1931 meldde hij zich als lid van de Communistische Partij in Nederland (CPN). Op het partijcongres van 1932 werd hij lid van het partijbestuur, dat toen onder leiding van Kees Schalker en Ko Beuzemaker dertig leden telde. In 1932 kreeg hij de leiding van de Werklozen Strijd Comités. Dieters leefde uitsluitend van zijn werklozenuitkering, terwijl hij voor de CPN de hele dag actief was. Hij kreeg uiteindelijk een aanstelling als betaald propagandist bij het dagblad van de CPN De Tribune voor f 25,- per week. Na het kerstcongres van de CPN in 1935 kwam hij in het uit tien leden bestaande Politiek Bureau.  
Samen met Paul de Groot, Kees Schalker, Ko Beuzemaker en Lou Jansen maakte hij in 1938 deel uit van het nieuwe partijsecretariaat. In hetzelfde jaar dat De Groot het hoofdredacteurschap van A.S. de Leeuw overnam, volgde Dieters H. de Weerdt op als directeur van het  Volksdagblad. Dieters voerde in het redactiegebouw - met als naaste medewerker Co Misdom - een zakelijker en evenwichtiger personeelsbeleid dan zijn voorganger als directeur had gedaan. In Politiek en Cultuur, het theoretisch orgaan van de CPN, komt slechts één artikel van zijn hand voor en wel in het nummer van november 1939. In dit stuk 'De strijd voor de vrede, werk en brood' verdedigde Dieters het niet-aanvalspact tussen Hitler-Duitsland en de Sovjet-Unie. 

## Bezetting
Toen de Duitse bezetting in mei 1940 een aanvang nam, vormden De Groot, Jansen en Dieters het driemanschap dat geleidelijk aan de illegale CPN in actie bracht. Terwijl Jansen het contact onderhield met het district Amsterdam, kreeg Dieters tot taak het contact met de andere districten in het land te onderhouden. Hij deed dit vooral vanuit Noord-Brabant en later de IJsselstreek. Dieters was ook betrokken bij een poging het Volksdagblad weer legaal te doen verschijnen door onderhandelingen met de Duitse autoriteiten. Aan het overleg namen behalve Dieters ook Beuzemaker, Anton Struik en A.J. Koejemans deel. De bezetters stelden als voorwaarde dat het blad zich vooral tegen de sociaaldemocratie zou richten. Van dit gelijkgeschakelde Volksdagblad is maar één nummer verschenen, gedateerd 26 juni 1940. Het bericht in de andere dagbladen, die tijdens de gehele bezetting bleven verschijnen, dat zij zich verplichtten tot een 'absoluut loyale houding' ontbrak in het Volksdagblad. De CPN kwam later op deze koers terug en ging zich richten op illegaal werk. 
Daartoe verzorgde Dieters het contact met en de instructie van de buitendistricten. Zo ontmoette hij iedere week Joop Geerligs in een Apeldoorns restaurant. Het driemanschap raakte geïsoleerd door de zware slagen die de Sicherheitsdienst (SD) de illegale CPN toebracht, in het bijzonder door de arrestatie in februari 1943 van Jan Janzen en anderen die bij de verspreiding van de illegale uitgave van De Waarheid betrokken waren. Daarom besloot men de leiding over te dragen aan een nieuw driemanschap: P. Vosveld, Jaap Brandenburg en G. van den Bosch. Wel zouden het oude en nieuwe driemanschap contact met elkaar onderhouden via Dieters en Vosveld. Op 1 april 1943 werd Vosveld echter al gearresteerd. Door de SD liet hij zich naar het Apeldoornse restaurant brengen, waar hij een afspraak had met Dieters. Hoewel hij erin geslaagd was te doen alsof de afspraak op 3 april was in plaats van de geplande 1 april, bleek Dieters toch aanwezig te zijn. Dieters werd gearresteerd. Op 9 oktober 1943 werd hij op de Waalsdorpervlakte terechtgesteld, samen met de op 5 april gearresteerde Lou Jansen.

## Bron
- Vrij naar het artikel van Ger Harmsen in Het Biografisch woordenboek van het socialisme en de arbeidersbeweging in Nederland (BWSA)  (1988), p. 41-43

- Biografisch Portaal: 06990445
- International Standard Name Identifier: 0000 0003 8879 4417
- Nederlandse Thesaurus van Auteursnamen: 238692604
- Virtual International Authority File: 282083599